# П'ять легких п'єс
П'ять легких п'єс (англ. Five Easy Pieces) — американський фільм 1970 року.

## Сюжет
Роберт Дюпі живе в одному з містечок Техасу і працює бурильником на нафтовій свердловині. Він живе разом з подругою, яка працює офіціанткою. Ніхто не знає, що колись Роберт був талановитим піаністом, але покинув кар'єру музиканта, кинув родичів і поїхав. Але одного разу йому приходить повідомлення, що його батько при смерті й Роберт вирішує відвідати його.

## У ролях
| Актор               | Роль                |
| ------------------- | ------------------- |
| Джек Ніколсон       | Роберт Дюпі         |
| Карен Блек          | Рейті Діпесто       |
| Біллі Грін Буш      | Елтон               |
| Фенні Флегг         | Стоні               |
| Селлі Стразерс      | Бетті               |
| Марлена МакГуайр    | Твінкі              |
| Річард Стал         | інженер звукозапису |
| Лоїс Сміт           | Партіта Дюпі        |
| Гелена Калліаніотес | Палм Аподака        |
| Тоні Безіл          | Террі Гроус         |
| Лорна Тейер         | офіціантка          |
| Сьюзен Енспак       | Кетрін Ван Ост      |
| Ральф Вейт          | Карл Фіделіо Дюпі   |
| Вільям Челлі        | Ніколас Дюпі        |
| Джон П. Райан       | Спайсер             |
| Айрін Дейлі         | Самія Главія        |